# South Huron
South Huron to miejscowość (ang. town) w Kanadzie, w prowincji Ontario, w hrabstwie Huron.
Powierzchnia South Huron to 425,35 km².
Według danych spisu powszechnego z roku 2001 South Huron liczy 10 019 mieszkańców (23,55 os./km²).